# Лоукоткова, Ярмила
Ярмила Лоукоткова (чеш. Jarmila Loukotková; 14 апреля 1923, Прага — 29 октября 2007, там же) — чешская писательница и переводчица. Писала главным образом исторические романы об античности, а также детективы и книги для подростков. Перевела на чешский язык все произведения Франсуа Вийона, «Максимы» Ларошфуко.

## Биография
Ярмила Лоукоткова родилась в 1923 году в Праге в семье этнографа и лингвиста Честмира Лоукотки. В 1942 году она окончила гимназию, с 1943 года работала в пражской ратуше, в 1949 году окончила факультет искусств Карлова университета, где изучала эстетику и французский язык. Лоукоткова работала во многих периодических изданиях, но известность ей принесли занятия литературой.
Первую книгу, сборник рассказов «Жасмин», Лоукоткова написала в 1940 году, а опубликовала в 1941. В 1948 году была создана пьеса для радио «Фиалинка», которую, однако, быстро сняли с трансляции из-за цензурного запрета. Центральное место в творчестве писательницы заняли исторические романы, действие которых разворачивается в античную эпоху либо в средневековой Франции. В некоторых случаях критики обвиняли Лоукоткову в излишней идеологизации. Обходя требования цензуры в 1950-х годах, писательница создавала «романы действия», в которых приключенческая составляющая доминировала над исторической.
Лоукоткова много переводила с французского: в частности, она перевела все произведения Франсуа Вийона и «Максимы» Ларошфуко. Она писала детективы, книги для подростков. Известно, что именно эта писательница с её страстью ко всему римскому придумала названия автомобильных брендов Škoda Octavia и Škoda Fabia.

## Список книг
- Жасмин (1940);
- Сказки Честната (1944);
- Нет римского народа (о Петронии, 1949);
- Спартак: Грядущая битва (1950);
- Спартак: Со смертью не заканчивается бой (1957);
- Бог или дьявол (о маршале де Ретце, 1957);
- Вопреки поёт поэт (о Франсуа Вийоне, 1957);
- Жизнь — это ожидание (1961);
- Тайна Шварцвальда (1965);
- Лиана смерти (1968):
- Для кого кровь (о Втором сицилийском восстании рабов, 1968);
- Вход в рай запрещён (1969);
- Дар первого утра (1971);
- Медуза (1973);
- Награда (детективный роман, 1975);
- Под маской смеха (о Теренции, 1977);
- Дома умирают люди (1981);
- Совместная жизнь (1988);
- Крайний срок истёк (1992);
- Невидимые павлины (о Марке Атилии Регуле, 1997);
- Ярмила Лоукоткова вспоминает и готовит (2000).